# Swanton (Ohio)
Pour les articles homonymes, voir Swanton.
Swanton est un village américain situé dans les comtés de Fulton et de Lucas, dans l'Ohio. Selon le recensement de 2010, sa population est de 3 690 habitants.